# 反对资产阶级自由化

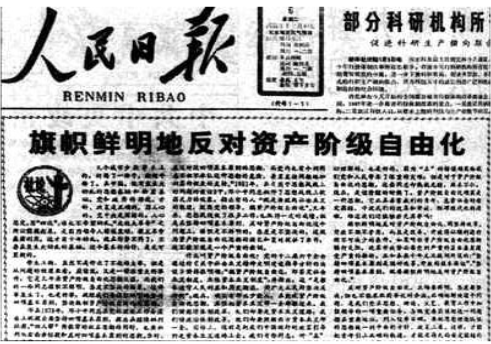
《人民日报》的文章《旗帜鲜明地反对资产阶级自由化》

反对资产阶级自由化作为中国共产党的一个政治口号于1980年代初由邓小平等人提出，而作为一场反“资产阶级自由化”的政治运动最早起始于1986年9月在北京召开的中共十二届六中全会，并于1987年初正式展开后又草草中止。
1986年底“八六学潮”的爆发，时任中共中央总书记、改革派领导人胡耀邦于1987年初被迫辞职，中共左派保守人士邓力群、胡乔木等人在邓小平的支持下，于1987年初顺势推广展开了“反资产阶级自由化运动”。但该运动此后遭到了代理中共中央总书记、时任中国国务院总理赵紫阳等人的反对，赵紫阳认为邓力群等人利用了反自由化运动来反对和否定改革开放，并以此说服了邓小平收回有關決定，该运动随后于1987年中期逐渐被壓抑，但其觀點在運動結束後仍在流通。特別是在進入2010年代習近平任內，這個政治立場則又被提起和加強。

## 历史沿革

### 自由化起源
按照在中国共产党的官方说法，“资产阶级自由化”这个概念最早是邓小平提出的：1980年12月25日，他在《贯彻调整方针，保证安定团结》的讲话中指出要反对资产阶级自由化的倾向，提道“要批判和反对崇拜资本主义、主张资产阶级自由化的倾向”。
1983年，中国共产党内保守派人士发动了“清除精神污染”的政治活动。同年10月，邓小平再次提到，“对于思想理论方面“左”的错误观点，仍然需要继续进行批评和纠正。但是，应当明确指出，当前思想战线首先要着重解决的问题，是纠正右的、软弱涣散的倾向。” 1985年5月20日，邓小平在会见台湾陈鼓应教授时说：“我们大陆坚持社会主义，不走资本主义的邪路。”

### 八六学潮
随着中国改革开放的持续进行，中国社会出现了官倒、权钱交易、腐败、特权等种种问题，而经济改革也遇到了原有政治体制的阻碍。1986年上半年起，邓小平再次提出“政治改革”并启动了“政治体制改革”的研讨和制定，同年9月“中央政治体制改革研讨小组”成立，成员包括赵紫阳、胡启立、田纪云、薄一波、彭冲。邓小平的政治改革出发点是党政分开、提高行政效率、革除官僚主义弊端、推动经济制度进一步改革等，但不能照抄西方的宪政制度，他强调“要搞一个增强行政效能的体制，讲民主必须要和法制联系起来讲，把法制搞起来，才能有稳定的社会环境。我们的行政机构应该很有效能。 ”
 

与此同时，1986年9月28日，中共十二届六中全会会议通过了《中共中央关于社会主义精神文明建设指导方针的决议》，邓小平认为：
自由化本身就是资产阶级的，没有无产阶级的、社会主义的自由化，自由化本身就是对我们现行政策、现行制度的对抗，或者叫反对，或者叫修改。实际情况是，搞自由化就是要把我们引导到资本主义道路上去，所以我们用反对资产阶级自由化这个提法。管什么这里用过、那里用过，无关重要，现实政治要求我们在决议中写这个。我主张用。......反对自由化，不仅这次要讲，还要讲十年二十年。这个思潮不顶住，加上开放必然进来许多乌七八糟的东西，一结合起来，是一种不可忽视的、对我们社会主义四个现代化的冲击。
1986年12月，中国大陆各地爆发了八六学潮，对学校管理和有关国家政治体制改革等问题提出意见，并高呼“要民主”等一类口号。12月中旬，时任中共中央总书记胡耀邦主持中央书记处会议，讨论学潮情况，提出以疏导为主的方针。12月27日，胡耀邦出席各省市自治区党委书记会议并讲话，重申以疏导为主的方针，得到中央书记处和各省市自治区党委书记大多数人的赞同。1986年12月27日，反资产阶级自由化的主要发动者胡乔木、王震、邓力群、薄一波等人到邓小平家反映学潮的严重性，一致认为这是胡耀邦姑息和领导无力的结果，认为胡耀邦应对当前的局势负责。12月30日，邓小平通知胡耀邦、赵紫阳、万里、胡启立、李鹏、何东昌等人到他家谈话，指出：
学生闹事，大事出不了，但从问题的性质来看，是一个很重大的事件。我们对学生闹事，前一段主要采取疏导的方法，是必要的。疏导，也包括运用法律的手段。如果破坏社会秩序，触犯了刑律，就必须坚决处理。凡是闹得起来的地方，都是因为那里的领导旗帜不鲜明，态度不坚决。这也不是一个两个地方的问题，也不是一年两年的问题，是几年来反对资产阶级自由化思潮旗帜不鲜明，态度不坚决的结果。这件事发生了，也是好事，提醒了我们。应该说，从中央到地方，在思想理论战线上是软弱的，丧失了阵地，对于资产阶级自由化是个放任的态度，好人得不到支持，坏人猖狂得很。...... 上海的群众中传说中央有个保护层，对是否坚持四项基本原则，是否要反对自由化，也有两种意见。....... 我们讲民主，不能搬用资产阶级的民主，不能搞三权鼎立那一套。我经常批评美国当权者，说他们实际上有三个政府。当然，美国资产阶级对外用这一手来对付其他国家，但对内自己也打架，造成了麻烦。这种办法我们不能采用。
中共中央总书记胡耀邦于1987年1月被迫辞去总书记的职务，之后又被批评为“资产阶级自由化”。

### 运动开展與擴大
1987年初，鄧小平推動的反资产阶级自由化运动逐渐展开。 1987年1月，邓小平认为：“如果说过去我们对‘左’的干扰注意的多，对右的干扰注意不够，那么这次学生闹事提醒了我们，要加强注意右的干扰。” 1月28日，中共中央发出《关于当前反对资产阶级自由化若干问题的通知》，指出“搞资产阶级自由化否定社会主义制度、主张资本主义制度，核心是否定共产党的领导。”
在这场运动中，刘宾雁、方励之、王若望等人被开除党籍，巴金等人受到公开批判，当时资历较浅但作品前卫的剧作家高行健也受到批判。郭罗基认为，“新启蒙的主要任务是推翻‘反对资产阶级自由化’，将命题转换为‘反对自由资产阶级化’”。
反自由化运动期间造成保守派勢力日益膨脹，代理中共中央总书记、时任中国国务院总理赵紫阳的主要精力“几乎是用在如何防止这场反自由化的斗争扩大化；控制、限制左的势力借反自由化来反对改革开放”。赵紫阳担心邓力群等人发动的这场运动会冲击正在进行的经济体制改革、政治体制改革研讨，也会冲击教育、科技、文化、农村等各个领域，故组织力量与邓力群等人进行了博弈和斗争。

### 鄧小平再出面平息
1987年4月28日，赵紫阳向邓小平作出問題汇报，提到有一些人以“左”反对改革开放、借反自由化来否定改革开放的情况。他强调这种气氛与1987年下半年即将召开的中共十三大极不协调，必须从现在起着重宣传改革开放这一面，为十三大的召开作好舆论准备，并建议重新发表1980年8月18日邓小平所作的《党和国家领导制度的改革》这篇“8.18讲话”。因邓亦擔心如果改開走向倒退，那也是不行的，遂赞同赵紫阳的意见，并要求他对这个问题作一次讲话。
1987年5月13日，“宣传、理论、新闻、党校干部会议”在中南海怀仁堂召开，以上系统在京各单位，中央、国家机关部委部以上领导干部共1000多人参加了会议。在此次会议中，赵紫阳作了“5.13讲话”，对将反对资产阶级自由化的斗争扩大到经济领域的主张进行了严肃的批评；7月1日，《人民日报》重新发表邓小平的“8.18讲话”。这两个讲话发表后，“反资产阶级自由化”运动告一段落，改革开放再次成为舆论宣传的主流。

## 評價
1989年，「六四天安门事件」爆发，标志着邓小平、赵紫阳等人1980年代在中国大陆推动的后期政治体制改革失败，赵紫阳等中共改革派高层被撤职。1989年9月16日，邓小平在会见诺贝尔奖得主、美籍华裔学者李政道时指出：“四个坚持的对立面是资产阶级自由化。坚持四项基本原则，反对资产阶级自由化，这些年来每年我都讲多次，但他们没有执行。”
随着东欧剧变、苏联解体导致一系列共产主义政权的倒台，反和平演变取代反对资产阶级自由化，成为1990年代中国政治思想的中心。因為當時曾被利用來攻擊現代化，對此學者認為「資產階級自由化」是保守派打的標籤，運動本質上算當年政治運動時代亂扣帽子風氣的延續，之所以要利用這個搞清洗政治異議，跟結束黨的領導、要求三權分立等還比較有關；而一些批評者稱「反資產階級自由化」的概念經不起推敲，根本連發起者都說不清反對之道理所在，比如那些警惕陰謀的論據多互相矛盾，故所謂反自由化實際上只是生拉硬扯出幾篇宣文而已。